# Jean-Lou Treboux
Jean-Lou Treboux (* 1990 in Nyon) ist ein Schweizer Jazzmusiker (Vibraphon, Komposition).

## Leben und Wirken
Treboux, der als Kind Perkussion und Schlagzeug spielte, studierte bis 2011 in Lausanne; sein besonderer Mentor war Steve Nelson. Bereits während des Studiums tourte er mit seiner Jean-Lou Treboux Group, mit der er auf diversen Jazzfestivals gastierte, später auch mit dem Quintett von François Lindemann und einer Band um Gabriel Zufferey. Hinzu kommen Duoauftritte mit Olivia Trummer. Er hat zwei Alben mit Eigenkompositionen veröffentlicht. Finanziert durch ein Stipendium verbrachte Treboux die Jahre 2013 und 2014 grossteils in New York. Er wurde durch die Zusammenarbeit mit Musikern wie Eddie Henderson, Alvin Queen, Glenn Ferris, Sangoma Everett, Jochen Rückert, Michel Benita und Jacob Sacks geprägt. 
Treboux gewann 2011 den Preis der Crédit Suisse; 2012 erhielt er einen Preis beim Wettbewerb Jazz à Juan Révélation.

## Diskographische Hinweise
- December Rain (2009)
- Fanfareduloup Orchestra: Poursuite (2010)
- Linda Jozefowski: For My Dead Folks (2011)
- Paths (2012)
- Arthur Hnatek: The Arc Lite Suite (2013)
- European Jazz Orchestra: Live in Stockholm with Ann-Sofi Söderqvist (2014)